# Charles Hart
Charles Hart (nascido em 3 de junho de 1961) é um letrista britânico, compositor e músico. Ele é mais conhecido por reescrever as letras e contribuindo para o libreto do musical O Fantasma da Ópera do Andrew Lloyd Webber. Ele também coescreveu (com Don Black) as letras de Aspects of Love (1989) também do Webber. Hart também reescreveu as letras de Glenn Slater para Love Never Dies, sequência do Fantasma. 

## Biografia

### Educação
Nascido em Londres, Hart foi educado na Escola Desborough em Maidenhead, depois fez o ensino médio no Robinson College de Cambridge e formou-se na Guildhall School of Music and Drama.

### Carreira como letrista
Em uma entrevista com The Times, ele afirmou que começou a escrever letras quando criança, algumas das quais eram "sombrias e contemplativas – precocemente assassinas, e bastante mal-humoradas"; ele foi motivado a fazer isto profissionalmente na década de 1970, quando sua avó, a atriz Angela Baddeley, estrelou em Londres no musical de Stephen Sondheim, A Little Night Music:
Hart atraiu a atenção de Andrew Lloyd Webber e Cameron Mackintosh, que eram juízes do Vivian Ellis Awards para escritores do teatro musical, no qual Hart foi finalista com um argumento base em Moll Flanders. Webber contratou-o como um letrista para O Fantasma da Ópera, um ano mais tarde.
Ele também escreveu as letras das músicas para The Kissing-Dance e The Dreaming (ambos com música de Howard Goodall), e para The Vampyr: A Soap Opera (BBC TV). Ele escreveu diversas músicas, bem como letras para música para televisão (Watching, Split Ends para Granada TV) e canções de amor (BBC Radio). Sua obra Two Studies for String Quartet (Dois estudos para quarteto de cordas) estreou em fevereiro de 2005, no Purcell Room, em Londres, sendo realizada pelo Quarteto Sacconi.
Ele recebeu dois Ivor Novello Awards e foi nomeado duas vezes para o Tony Award. Ele também foi nomeado para um Oscar ao escrever as letras da canção "Learn to be Lonely", que foi cantada por Minnie Driver durante os créditos finais para a versão cinematográfica de O Fantasma da Ópera.

### Fotografia
As fotografias de Hart apareceram em cartazes e em playbills, bem como de publicações variando do Atitude para o jornal The Daily Telegraph. Em 2003, ele foi um dos três fotógrafos até uma excursão organizada pela UNICEF para celebrar a Convenção da ONU sobre os Direitos da Crianças.